# Oliarus neotarai
Oliarus neotarai är en insektsart som beskrevs av Giffard 1925. Oliarus neotarai ingår i släktet Oliarus och familjen kilstritar. Inga underarter finns listade i Catalogue of Life.